# Hempstead (condado de Nassau, Nueva York)
Hempstead es una villa situada en el condado de Nassau, en Long Island (Nueva York, Estados Unidos). Según el censo del 2000, tenía una población de 56 554 personas. En el censo de 2020, tenía ya 59 169 habitantes.
La Villa de Hempstead es una villa incorporada, perteneciente a la Ciudad de Hempstead.
Hempstead es una de las pocas vecindades de Long Island con mayoría de afroamericanos. Además, cuenta con una nutrida comunidad salvadoreña.
Hempstead es el lugar de nacimiento del rapero Method Man.
Cada verano, los New York Jets llevan a cabo su entrenamiento en la Universidad Hofstra de Hempstead.

## Etimología
Cabe la posibilidad de que Hempstead haya recibido su nombre por Hemel Hempstead, una ciudad del condado inglés de Hertfordshire, donde nació el fundador de esta localidad, John Carman. Otra teoría sobre el origen del nombre del pueblo es que derive de la ciudad de Heemstede, en los Países Bajos, ya que ésta era una zona de donde procedían muchos colonos holandeses de Nueva Holanda.

## Historia
El asentamiento comenzó cuando colonos ingleses y holandeses compraron tierras a las tribus locales en 1643.
Con la clausura de la Base Aérea Mitchel la economía de la localidad se vio altamente alterada.

## Geografía
Hempstead está situada en 40°42′17″ al norte, 73°37'2" al oeste.
De acuerdo con la Oficina del Censo de los Estados Unidos, la aldea tiene un área total de 9.5 km cuadrados. Ninguna parte de su superficie está cubierta con agua.

## Demografía
Según el censo del 2000 había 56.554 habitantes, 15.188 casas y 11.178 familias residiendo en la aldea. La densidad poblacional es de 5.933,6/km². Hay 15.579 unidades cubiertas con una densidad media de 1.634,5/km². La composición étnica de la aldea es 25,67% blanco, 52,48% negro o afrodescendiente, 0,53% nativo americano, 1,32% asiático, 0,06% isleño del Pacífico, 15,22% de otras razas y 4,74% de dos o más razas. 31,81% de la población es hispana o latina de cualquier raza.
Hay 15.188 casas de las cuales 38,7% tienen niños de menos de 18 años viviendo en ellas, 39,0% son parejas casadas viviendo juntos, 27,0% tienen mujeres cabezas de familia sin ningún marido presente y 26,4% no son familias. 20,8% de las casas se componen de una sola persona y 6,7% tiene a alguien viviendo solo de 65 años o más. La media de personas en una casa es de 3,41 y la media de una familia es 3,76.
La renta media por una casa en la aldea es de US$45.234 y la renta media de una familia es de US$46.675. Los hombres tienen un ingreso medio de US$29.493 y las mujeres US$27.507. La renta per cápita de la aldea es de US$15.735. 17,7% de la población y 14,4% de las familias están por debajo de la línea de pobreza. 20,7% de esos son menores de 18 años y 16,9% son mayores de 65 años.

## Puntos de interés
- Universidad Hofstra
- Arboretum de la Universidad Hofstra